# Anted
Anted of Antedios (start regeringsperiode 25? - 47?) was koning van de Iceni, een Britse stam. Het huidige Norfolk hoorde tot hun woongebied.
Toen de Romeinen in 43 n.Chr. Brittannië binnenvielen bleef Antedios neutraal en werd later ondergeschikt aan Rome. Dat Antedios een zekere machtspositie innam - of in ieder geval wilde claimen dat hij zo'n machtspositie had - blijkt uit de munten die hij liet slaan. Deze hebben het opschrift ANTED. Deze persoonlijke verering sloeg wellicht bij de andere Iceni een valse noot aan: de Iceni werden traditioneel niet geregeerd door één koning die alle macht had. In dezelfde periode laat Antedios dan ook munten slaan met het opschrift ECEN, waarschijnlijk een aanduiding voor de naam van de stam van de Iceni.  Zijn eigenzinnige optreden maakte hij daarmee blijkbaar niet goed. In 45 verschenen er munten geslagen door de Iceense edelen Aesu en Saenu.
In de Iceense oorlog van 47 tegen de Romeinse gouverneur kwam Antedios waarschijnlijk om het leven. Hij werd ten slotte opgevolgd door de pro-Romeinse Prasutagus en verdween uit de geschiedenis.

## Bron
- (en) Antedios op roman-britain.org